# Consorte Yu
A Consorte Yu (em chinês:  虞姬; pinyin: Yú Jī; Jiangsu, ? — Lingbi, 202 a.C.), também conhecida como "Yu, a Bela" (em chinês: 虞美人; pinyin: Yú Měirén), foi a esposa do senhor da guerra Xiang Yu, que competiu com imperador Gaozu de Han, o fundador da dinastia Han, pela supremacia sobre a China na Contenção Chu-Han (206 – 202 a.C).

## Vida
O nome verdadeiro e a data de nascimento da consorte Yu são desconhecidos e há dois relatos sobre sua origem. O primeiro diz que ela era da cidade de Yanji (顏集镇) no condado de Shuyang, enquanto o outro afirma que ela era de Sucheu, mas ambos apontaram que ela nasceu na atual cidade de Jiangsu.
Em 209 a.C., Xiang Yu e seu tio Xiang Liang começaram uma revolução para derrubar a dinastia Qin. O irmão mais velho da consorte Yu, Yu Ziqi (虞子期), estava servindo no exército de Xiang Liang como general na época. A consorte Yu conheceu Xiang Yu, apaixonou-se por ele e tornou-se sua esposa. Desde então, ela vinha seguindo Xiang Yu em suas campanhas militares e se recusava a ficar para trás. Ela o acompanhou em todas as batalhas.
Em 202 a.C., Xiang Yu foi sitiado na Batalha de Gaixia pelas forças combinadas de Liu Bang (Rei de Han), Han Xin e Peng Yue. O exército Han começou a cantar canções folclóricas da terra natal de Xiang Yu, Chu, para criar a falsa impressão de que haviam capturado Chu. O moral das tropas de Xiang Yu despencou e vários soldados desertaram. Em desespero, Xiang Yu se entregou ao álcool e cantou a Canção de Gaixia para expressar sua tristeza. A consorte Yu executou uma dança das espadas e cantou um verso em troca. Para evitar que Xiang Yu se distraísse com seu amor por ela, a consorte Yu cometeu suicídio com a espada de Xiang Yu depois de cantar. Ela foi enterrada em Gaixia (atual Suzhou, Anhui).
Uma "tumba do consorte Yu" está localizada no atual condado de Lingbi, em Anhui.

## Canção da Consorte Yu
Este verso foi cantado pela consorte Yu depois que Xiang Yu cantou a Canção de Gaixia. Ela cometeu suicídio com a espada de Xiang Yu depois de cantar.
| 漢兵已略地， | O exército Han conquistou as nossas terras; |
| 四面楚歌聲。 | Rodeada com o canto de Chu;                 |
| 大王義氣盡， | Os espíritos do meu senhor estão baixos;    |
| 賤妾何聊生。 | Por que então devo viver?                   |

## Na cultura popular
O romance de Xiang Yu e consorte Yu tem sido tema de peças, filmes e séries de televisão, embora não muito sobre a consorte Yu tenha sido registrado na história. A história foi reencenada no palco na ópera de Pequim, Adeus Minha Concubina. Poetas como Su Shi, He Pu e Yuan Mei também escreveram poemas sobre Yu. Atrizes como Idy Chan, Melissa Ng, Kristy Yang, Rosamund Kwan e Liu Yifei desempenharam o papel de Consorte Yu em filmes e séries de televisão. A série de drama de TV de 2012 Beauties of the Emperor (王的女人) teve seu nome de batismo completo como "Yu Miaoyi" (em chinês: 虞妙弋, pinyin: Yú Miàoyì), que é uma licença artística já que seu nome completo real não foi registrado historicamente.
No jogo eletrônico Fate/Grand Order, consorte Yu é um servo da classe assassino dublada por Mariya Ise. Ela é um espírito elemental semelhante a um vampiro que sobreviveu até os dias atuais sob o pseudônimo de Hinako Akuta e deseja se reunir com Xiang Yu, que em um universo alternativo, é inesperadamente um monstruoso centauro robótico programado por Qin Shi Huang sob o codinome Huiji-Yishi. A versão japonesa do jogo refere-se a ela como "Gu Bijin", o equivalente japonês de "Yu Meiren", enquanto a versão em inglês usa a leitura em chinês.